# Henry Hardinge
Henry Hardinge (30 mars 1785 – 24 septembre 1856), 1er vicomte Hardinge, chevalier Grand-Croix et Privy Counsellor, est un Field Marshal britannique et Gouverneur général des Indes.

## Biographie
Il est né à Wrotham (Kent). Après avoir étudié à Eton, il entra dans l'armée en 1799 comme aspirant dans les Queen’s Rangers, un corps alors stationné dans le Haut-Canada. Sa première participation à une opération militaire eut lieu au Portugal, contre les troupes napoléoniennes à la bataille de Vimeiro, où il fut blessé ; à la bataille de La Corogne, il était aux côtés de John Moore quand celui-ci fut mortellement blessé. Il fut alors nommé deputy-quartermaster-general de l'armée du Portugal par William Carr Beresford, et fut présent à la plupart des batailles de la Guerre d'indépendance espagnole. Il fut à nouveau blessé à Vitoria. À Albuera, il permit la victoire britannique en prenant la responsabilité, à un moment critique de la bataille, de pousser la division du général Cole à avancer.
Quand la guerre éclata à nouveau en 1815 après le retour de Napoléon Ier de l'île d'Elbe, Henry Hardinge retourna au service, et fut désigné commissaire au quartier général prussien. C'est sous cette responsabilité qu'il fut présent à la bataille de Ligny, où il perdit sa main gauche, et ne fut donc pas présent à Waterloo deux jours plus tard. Pour la perte de sa main, il reçut 300 livres ; il était déjà devenu Chevalier commandeur de l'Ordre du Bain, et Wellington lui offrit une épée qui avait appartenu à Napoléon.
En 1820 et 1826, Henry Hardinge retourna au Parlement comme représentant de Durham et, en 1828, accepta le poste de Secrétaire d'État à la Guerre dans le gouvernement de Wellington, un poste qu'il retrouva sous le gouvernement de Robert Peel en 1841-1844. En 1830 et 1834-1835 il fut Secrétaire d'État à l'Irlande.

Statue de Hardinge, Calcutta vers 1860. Le Monument Ochterlony se voit à droite.

En 1844, il succéda à Ellenborough comme Gouverneur général des Indes. Durant son mandat, la première guerre anglo-sikh éclata ; Hardinge proposa alors de se mettre sous l'autorité de Hugh Gough, renonçant ainsi à son pouvoir sur les Indes. Mais il reprit temporairement ses pouvoirs de gouverneur général, car il était opposé aux plans de Gough lors de la bataille de Ferozeshah (en). Après la victoire de Sobraon, il fut fait vicomte Hardinge de Lahore et de Kings Newton à Derbyshire, avec une pension de 3 000 livres pour trois générations ; la Compagnie des Indes orientales lui vota une pension annuelle de 5 000 livres, qu'il refusa.
Le mandat de Hardinge en Inde fut marqué par de nombreuses réformes dans les domaines du social et de l'éducation. Il retourna en Angleterre en 1848, et succéda en 1852 à Wellington comme commandant-en-chef de l'armée britannique. Il dirigea ainsi l'armée britannique dans la guerre de Crimée, en tentant de suivre les principes de Wellington — un système qui n'était plus totalement adapté aux évolutions de la guerre. En 1855 il fut fait maréchal. Henry Hardinge démissionna de ses fonctions de commandant-en-chef en juillet 1856, pour cause de santé, et mourut la même année à South Park, près de Tunbridge Wells. Son fils aîné, Charles Stewart, qui avait été son secrétaire en Inde, devint le second vicomte Hardinge ; et Henry, le fils aîné de ce dernier, le troisième. Le plus jeune fils du second vicomte, Charles Hardinge (né en 1858), devint un célèbre diplomate. Il fut nommé vice-roi des Indes en 1910, et devint le baron Hardinge de Penshurst.

## Sources
- (en) Cet article est partiellement ou en totalité issu de l’article de Wikipédia en anglais intitulé « Henry Hardinge, 1st Viscount Hardinge » (voir la liste des auteurs).